# Breitbrunn
Breitbrunn là một đô thị ở Haßberge bang Bavaria thuộc nước Đức.